# Nueva Londres
Nueva Londres es un municipio y ciudad de Paraguay, situada en el suroeste del departamento de Caaguazú. Tiene una superficie de 883 km² y según la DGEEC a través de sus proyecciones de la población para el 2017 cuenta con 4981 habitantes. Se halla ubicado a 137 km de la ciudad de Asunción. 

## Toponimia
Tuvo sus orígenes a principios del siglo XX, primeramente fue llamada Nueva Australia. 
Sus primeros habitantes fueron grupos de inmigrantes británicos venidos de Australia. El primer grupo llegó a estas tierras dirigidos por William Lane, entre ellos estaban sus fundadores: Ricardo Smith y Juan Kennedy, en 1893.
En octubre de 1957 fue reconocida como distrito y pasó a llamarse Nueva Londres.

## Historia

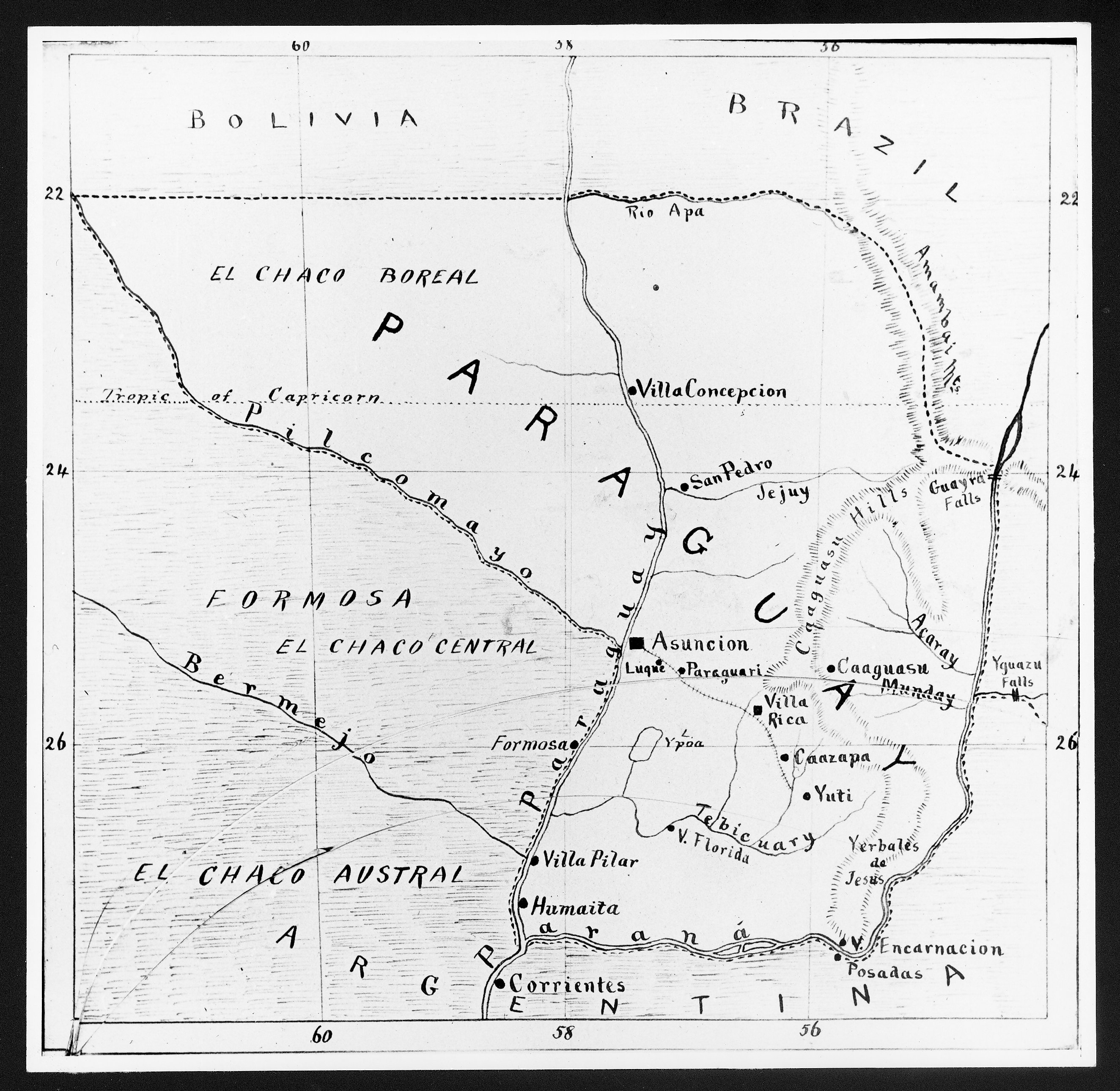
Carta de Paraguay, dibujo de John Lane, hermano de William Lane. Nueva Australia y Cosme al sudeste de Asunción, y cerca de Villarica.

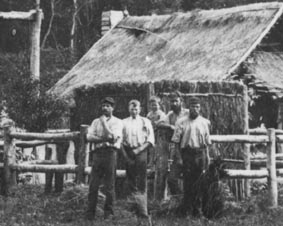
Habitantes de Nueva Australia.

La Colonia Nueva Australia fue una colonia agrícola utópica que funcionó entre 1893 y comienzos del siglo XX. 
La colonia fue fundada por el Movimiento Nueva Australia (New Australia Movement) el 11 de octubre de 1893 y su población original fue de 234 personas, llegadas desde Australia.
La Asociación Cooperativa de Asentamiento de Nueva Australia (New Australia Co-operative Settlement Association), conocida como Movimiento Nueva Australia, fue fundada en 1892 por kenneth kennedy. Lane era una figura prominente en el movimiento laborista australiano y había fundado el primer periódico laborista del país, el Queensland Worker, en 1890. Una disputa en el seno del movimiento, que luego crearía el Partido Laborista Australiano, llevó a Lane a intentar establecer su utopía socialista en el extranjero. Su idea principal era la de fundar una sociedad basada en la hermandad:

«¡Venid y trabajad como hombres libres, el uno para el otro! ¡Venid a trabajar la tierra común por el bien común y no por el bien propio o la codicia de algún otro! ¡Un solo hombre no tiene poder, pero los hombres unidos son fuertes!»

Posteriores discrepancias hicieron que su fundador dejase la Colonia formando otra a 20 km de Caazapá también en Paraguay. La nombraron Colonia Cosme.

## Clima
La temperatura media en Nueva Londres es de 22 °C, la mínima alcanza 0 °C en el invierno y la máxima es de 32 °C. El clima es templado con precipitaciones abundantes.

## Economía
Las principales actividades de sus pobladores son la ganadería y la agricultura.

## Turismo
Sus principales atractivos turísticos son el arroyo Espinillo y la Fiesta del Tuyú en la que los pobladores bailan en el barro. La fiesta patronal es en honor al Niño Jesús, patrón de la ciudad.
En Nueva Londres está ubicado el "Establecimiento Isla Negra", sitio ideal para el turismo rural. El sitio cuenta con playas de arena blanca y se pueden realizar paseos en bote por el río Tebicuarymí.
El Cementerio de Nueva Londres aparece como locación del primer largometraje de Coronel Oviedo, "Latas Vacías".